# 艾塔斯卡湖
艾塔斯卡湖（英語：Lake Itasca；/aɪˈtæskə/，eye-TASS-kə）是一个小型冰蚀湖，其占地面积约为1.8平方英里（4.7平方；1,200英畝）。该湖泊位于美国明尼苏达州清水县西南部的艾塔斯卡州立公园内，因其为密西西比河的源头而得名。该湖泊的平均深度为20至35英尺（6.1至10.7），海拔高度约为1,475英尺（450）。
艾塔斯卡湖在奥吉布瓦语中为“Omashkoozo-zaaga'igan”，意为“糜鹿湖”。而后来亨利·斯库尔克拉夫特将其更名为“Itasca”，该词来源于两个拉丁文单词“veritas”和“caput”的组合，意为“（密西西比河）真正的源头”。

## 密西西比河源头
艾塔斯卡湖为密西西比河的主要源头，该河流长达2,340英里（3,770），最终流入墨西哥湾。